# Marcelo Careaga
Marcelo Patricio Careaga Butter (Concepción, 7 de enero de 1955) es un académico chileno, Profesor Titular en la Universidad Católica de la Santísima Concepción, especializado en epistemología de la educación, currículo digital, integración de tecnologías para el aprendizaje y gestión del conocimiento. Ha desarrollado una carrera académica que incluye estudios de posgrado y postdoctorado en Chile, España y el Reino Unido, y ha sido reconocido por su contribución a la innovación educativa mediante la digitalización escolar a través de la Red Enlaces.

## Formación académica
Obtuvo su título de Profesor de Estado en Historia y Geografía en la Universidad de Chile (1985), y luego el grado de Magíster en Educación, mención Currículum, en la Universidad de Concepción (1996). Culminó su doctorado en Filosofía y Ciencias de la Educación en la Universidad Nacional de Educación a Distancia (UNED, España, 2004). Completó estudios postdoctorales en el University of Bristol (2015–2019) y en la Universidad Ramón Llull (2022–2025).

## Carrera profesional
Desde 1995 forma parte del cuerpo docente de la Universidad Católica de la Santísima Concepción, donde ejerce como Profesor Titular en la Facultad de Educación. Ha diseñado e impartido programas de magíster en Informática Educativa y Gestión del Conocimiento (desde 2008) e intervenido como director de tesis, coordinador académico y jefe de departamento.

## Líneas de investigación y publicaciones
Se ha enfocado en temas como epistemología de la educación, innovación curricular, tutoría virtual, competencias digitales, interculturalidad y tecnologías educativas disruptivas. Entre sus obras publicadas figuran el libro *Currículum cibernético y gestión del conocimiento* (RIL Editores, 2017), la tesis *Currículum cibernético en pedagogía universitaria* (2012) y *Aproximaciones a la epistemología para universitarios* (2020).

## Actividad internacional y colaboraciones
Ha sido conferencista en congresos académicos internacionales y ha colaborado con redes como Common Ground Research Networks en torno a tecnología, educación y sociedad.

## Contribuciones académicas y reconocimientos
Participó activamente en la Red Enlaces del Ministerio de Educación de Chile durante más de 25 años, impulsando la digitalización escolar. Ha sido reconocido por su aporte a esta iniciativa.